# Eva Angelina
Eva Angelina (ur. 14 marca 1985 w Huntington Beach) – amerykańska aktorka pornograficzna pochodzenia kubańskiego, chińskiego angielskiego i irlandzkiego.

## Życiorys

### Wczesne lata
Urodziła się w Huntington Beach w stanie Kalifornia. Pierwsze dwa lata życia spędziła w Madrycie w Hiszpanii. Kiedy miała osiem lat, jej ojciec został wynajęty przez szwajcarskie wojsko, by zbudować samoloty dla kraju. W Szwajcarii spędziła dwa lata. Wychowywała się potem w Orange, gdzie uczyła się w Foothill High School.
Przyznała w jednym z wywiadów, że w wieku 13 lat zaczęła kręcić amatorskie filmy pornograficzne ze swoim udziałem.

### Kariera
Karierę w branży pornograficznej rozpoczęła w czerwcu 2003 roku, w wieku osiemnastu lat w serii Shane's World z Mr. Pete w produkcjach: Teens Revealed 3, Santeria, Deep Throat This 18, College Invasion 2 i College Invasion 3. W filmach nosiła okulary korekcyjne, ponieważ miała słaby wzrok. W maju 2004 na krótko wycofała się z branży. Zaczęła pracować we włoskiej restauracji w Valencii i wróciła do szkoły w tym samym mieście.
Powróciła na ekran w filmie Elite (2005). Stała się szczególnie popularna w USA i Hiszpanii. Mając 21 lat już trzykrotnie została wybrana największą gwiazdką wytwórni: Fox (luty, 2006), Hustler (listopad, 2005) i Genesis (październik, 2005).
W 2010 miesięcznik „Maxim” nazwał ją jedną z dwunastu najlepszych gwiazd porno.
W swojej karierze zdobyła wiele prestiżowych nagród.
Wystąpiła też w filmach dokumentalnych: Undivided: The Preston and Steve Experience (2011) Seana McKnighta, By Any Means Necessary (2015) Trevora Clarka Thalina i X-Rated: The Greatest Adult Movies of All Time (2015) Bryna Pryora.
W 2007 i 2011–2017 pracowała dla Kink.com w scenach sadomasochistycznych, takimi jak uległość, głębokie gardło, rimming, cunnilingus, kobieca ejakulacja, fisting analny i pochwowy, pegging, gang bang, bukkake, fetysz stóp, plucie i bicie. Były to serie Bound Gang Bangs, Dungeon Sex, Hogtied, Sex and Submission, Whipped Ass, Wired Pussy z Jamesem Deenem, Marco Banderasem, Ryanem Drillerem, Karlo Karrerą, Tonym Martinezem, Alexem Gonzem, Sandrą Romain, Renae Cruz, Gianną Lynn, Markiem Davisem, Regan Reese i Claire Adams. 
W 2012 była nominowana do branżowej nagrody AVN Award w kategorii najlepsza scena seksu z podwójną penetracją z Jamesem Deenem i Jordanem Ashem w filmie Brazzers Pornstars Punishment 2 (2010). Z kolei produkcja Elegant Angel Evalutionary 2 (2012) w reż. Williama H. Nutsacka przyniosła jej dwie nominacje do AVN Award w kategorii najlepsza scena seksu z podwójną penetracją z Jamesem Deenem i Mr. Pete oraz najlepsza scena triolizmu z Lily Carter i Mickiem Blue. 

## Życie prywatne
Poza planem filmowym spotykała się z Nickiem Manningiem i Voodoo (2005). 22 grudnia 2007 poślubiła Danny’ego Mountaina, z którym ma córkę Silvi (ur. 8 grudnia 2008). Jednak w roku 2009 doszło do rozwodu. Po urodzeniu córki, w 2008 roku przestała występować w filmach porno, ale powróciła do branży w roku 2009, występując w takich filmach jak Evalutionary czy Deviance.

## Nagrody
| Rok  | Nagroda          | Kategoria                              | Film                  |
| ---- | ---------------- | -------------------------------------- | --------------------- |
| 2007 | Night Move Award | Najlepsza aktorka wg fanów             | -                     |
| 2008 | AVN Award        | Najlepsza aktorka - wideo              | Upload (2007)         |
| 2008 | AVN Award        | Najlepsza scena seksu solo             | Upload (2007)         |
| 2008 | XRCO Award       | Samotna wykonawczyni                   | Upload (2007)         |
| 2008 | XBIZ Award       | Wykonawczyni roku                      | -                     |
| 2010 | AVN Award        | Najlepsza scena seksu samych dziewczyn | Deviance (2009)       |
| 2010 | XBIZ Award       | Internetowa gwiazda porno roku         | -                     |
| 2010 | XRCO Award       | Najlepszy powrót                       | -                     |
| 2011 | AVN Award        | Najlepsza złośnica                     | Car Wash Girls (2010) |
| 2018 | AVN Award        | AVN Hall of Fame                       | –                     |